# Marina de Cudeyo
Marina de Cudeyo is een gemeente in de Spaanse provincie Cantabrië in de regio Cantabrië met een oppervlakte van 28 km². Marina de Cudeyo telt 5.174 inwoners (1 januari 2016).

## Demografische ontwikkeling
Bron: INE, 1857-2011: volkstellingen